# 鈉離子通道
鈉離子通道是由膜主體蛋白形成的離子通道，可以讓鈉離子Na+通過細胞膜。鈉離子通道可以依啟動的方式加以分類，一種是依電壓變化而啟動的（電壓門控型），另一種則是需和其他化學物質（配體）結合後才啟動的（配體門控型）。
像在神經元、肌肉細胞及特定的神經膠質細胞內，鈉離子通道和动作电位的產生有關。

## 電壓門控型

### 結構

電壓門控型鈉離子通道α-亚基的圖，G：醣基化，P：磷酸化，S：離子選擇性，I：不活化。S4的正電荷對跨膜蛋白的電壓感測相當重要

鈉離子通道包括一個較大的α-亚基，和其他的蛋白質（如β-亚基）連接。α-亚基是通道的中心，本身即可發揮作用。當細胞中有α-亚基時，可以形成通道，即使β-亚基或其他調節蛋白不存在，也可以用電壓的方式來控制Na+的傳導。當輔助的蛋白和α-亚基相連，其電壓的相依性及細胞的區域性都會影響。
α-亚基有四個重覆的區域（domain），以I到IV標示，每個區域有六個跨膜段，表示為S1至S6。高度保守的S4是通道的電壓感測器，通道的電壓選擇性是因為S4位置的帶正電胺基酸。若由跨膜蛋白的電荷所激動，此段會往細胞膜的外側移動，使通道可以通透離子。離子會經過孔洞區，孔洞區又可以分為二部份：外側的是由四個區域之間的P-loops（S5至S6之間區域）組成，此區域是孔洞區最細的部份，決定離子的通透性。內側的孔洞是由S5至S6跨膜段合成。區域III和IV之間連結的跨膜段也對通道的機能也很重要，在通道長期活化後，此區域會使通道不活化（inactivated）。

## 配體門控型
配體門控的鈉離子通道是靠和配體的鍵結而活化。
像神經肌肉接點是烟酰胺乙酰胆碱受体，其配體為乙酰胆碱，大部份的鈉離子通道也可以允許一些鉀離子通過。

## 對动作电位的影響
電壓門控的鈉離子通道和細胞的動作電位有密切關係。若細胞的膜電位有電荷，且已有足夠的通道打開，會有少量但顯著的Na+離子流進細胞中，降低其电化梯度，更進一步的使細胞去极化。因此越多細胞膜中某區域有越多的Na+，其動作電位傳播的速度越快，細胞活化的部份就越多，這是一個正回授的例子。通道變為不活化的現象造成了不反應期，也和轴突的动作电位傳遞有關。
鈉離子通道的開關速度都比鉀離子通道快，因此在動作電位一開始會有正电荷（Na+）的涌入，結束時有正電荷的外排（K+）。
另一方面，配體門控型的鈉離子通道在有配體鍵結後，會使膜電位變化。

## 藥物調整

### 阻斷劑
參照鈉離子通道阻斷劑。

### 激活剂
以下的天然物質會持續的活化鈉離子通道：
- 生物鹼的毒素
  - 乌头碱
  - 箭毒蛙碱
  - 双鞭甲藻毒素（英语：brevetoxin）
  - 雪卡毒素
  - 翠雀碱
  - 一些梫木毒素，像是木藜芦素（有些梫木毒素會關閉鈉離子通道）
  - 藜芦碱（英语：veratridine）

### 门控调节剂
以下的毒素會影響鈉離子通道的门控：
- 肽基的毒素：
  - μ-芋螺毒素（英语：conotoxin）
  - δ-atracotoxin（英语：atracotoxin）[4]
  - 蝎毒毒素[5]。